# Ferdinand Welzijn
Ferdinand Welzijn (1960) is een Surinaams politicus. Van februari 2017 tot april 2018 was hij minister van Handel, Industrie en Toerisme (HI&T). Daarnaast was hij van 2017 tot 2018 tweemaal interim-minister voor Justitie en Politie.

## Biografie
Welzijn was van 1981 tot 1991 politieagent en werkte daarna bij bauxietproducent Suralco, uiteindelijk als hoofd van de afdeling voor juridische en industriële relaties. Daarnaast was hij tot 2016 voorzitter van de Vereniging Surinaams Bedrijfsleven. Ook had hij enkele andere bestuurlijke functies. Zo was hij lid van het onafhankelijke verkiezingsbureau (2005), vicevoorzitter van de Caribbean Employer's Association (2007), bestuurslid van de Internationale Arbeidsorganisatie (2009), vicevoorzitter van de het Surinaamse arbitrage-instituut (2009) en voorzitter van het Suriname Business Forum (2016).
Op 1 februari 2017 volgde hij Sieglien Burleson op als minister voor Handel en Industrie, met sindsdien ook de verantwoordelijkheid voor Toerisme (het ministerie van TCT hield op te bestaan). Hij was toen een van de vijf nieuwe ministers in het zittende kabinet-Bouterse II.
In maart 2017 nam hij kortstondig het interim-ministerschap over Justitie en Politie, na het ontslag van minister Jennifer van Dijk-Silos. Sinds Bouterse later ook minister Eugène van der San op dit departement ontsloeg, neemt Welzijn sinds 9 juni 2017 opnieuw de taken op dit ministerie ad-interim waar.
In maart 2023 volgde hij Wati Deets op als voorzitter van de Bemiddelingsraad.